# Maria João Bastos
Maria João David da Silva Bastos (Vila Franca de Xira, 18 de junio de 1975) es una actriz portuguesa. Ha participado en muchas producciones de televisión en Brasil.

## Biografía
Maria João nació en Vila Franca de Xira. Es licenciada en Ciencias de la Comunicación por la Universidad Autónoma de Lisboa. María tomó un curso de inglés en Inglaterra en 1993, un casting, video y dummy en Visual LX en 1994 y un curso de teatro, cine y televisión en Nueva York en el año 2000. Firmó un contrato de exclusividad con la cadena de televisión portuguesa TVI.
Bastos es embajador de la marca de automóviles Jaguar y representante de la marca italiana Furla en Portugal. Su personaje "Liliane Marise" en la telenovela Destinos Cruzados fue tan notable que lanzó un CD que alcanzó el primer lugar en las listas de éxitos en Portugal. Encarnando a este mismo personaje también realizó un concierto en MEO Arena, en Lisboa, en octubre de 2013, y otro en Guimarães el mismo mes. En 2015 fue jurado del programa Ídolos en el canal SIC. Fue la ganadora del Golden Globe (Portugal) 2011 como Mejor Actriz de Cine por su actuación en la película portuguesa Misterios de Lisboa.

## Filmografía

### Televisión
| Año  | Título                         | Rol                                                   |
| ---- | ------------------------------ | ----------------------------------------------------- |
| 1992 | Cinzas                         | Maria João                                            |
| 1996 | Desafios                       | Presentadora con Fernanda Serrano                     |
| 1997 | Médico de Família              |                                                       |
| 1999 | Todo o Tempo do Mundo          | Marta Campos                                          |
| 2000 | Alta Fidelidade                | Carla                                                 |
| 2001 | Cavaleiros de Água Doce        | Susana                                                |
| 2001 | Querido Professor              | Catarina                                              |
| 2001 | Ganância                       | Joana                                                 |
| 2001 | A Minha Família É Uma Animação |                                                       |
| 2002 | O Clone                        | Amália                                                |
| 2003 | Sabor da Paixão                | Rita Coimbra                                          |
| 2004 | Sítio do Picapau Amarelo       | Isabel                                                |
| 2004 | Só Gosto de Ti                 | Rita                                                  |
| 2005 | Segredo                        | Suzana                                                |
| 2005 | No Comando                     |                                                       |
| 2005 | Mundo Meu                      | Sofia Salgado                                         |
| 2006 | Tempo de Viver                 | Raquel Mendes                                         |
| 2008 | Casos da Vida - Noivas de Maio | Vitória                                               |
| 2008 | Casos da Vida - Casal do Ano   | Susana                                                |
| 2009 | Ecuador                        | Ann Jamerson                                          |
| 2009 | Flor do Mar                    | Gabriela                                              |
| 2010 | Sedução                        | Ester Vasconcelos                                     |
| 2011 | Bairro                         | Diana                                                 |
| 2013 | Destinos Cruzados              | Margarida Isabel Cabreira das Caldas (Liliane Marise) |
| 2014 | Boogie Oogie                   | Diana                                                 |
| 2015 | Coração d'Ouro                 | Beatriz Bacelar Castro de Aguiar                      |
| 2017 | Novo Mundo                     | Letícia                                               |
| 2019 | A Espia                        | Beatriz Bacelar Castro de Aguiar                      |
| 2019 | Na Corda Bamba                 | Olívia Galvão                                         |